# إميل جورجيت
إميل جورجيت (بالفرنسية: Émile Georget)‏ ولد بتاريخ 21 سبتمبر 1881 في فرنسا، وتوفي في 16 أكتوبر 1960 في فرنسا، كان دراج فرنسي في صنف سباق الدراجات على الطريق وعلى المضمار.

## سجل النتائج

### سباقات أو مراحل فاز بها
- طواف فرنسا

## روابط خارجية
- إميل جورجيت على موقع أرشيف الدراجات (الإنجليزية)
- إميل جورجيت على موقع إحصائيات الدراجات الإحترافية (الإنجليزية)
- إميل جورجيت على موقع CycleBase (الإنجليزية)